# ドラマティック・ディズニーシー
『ドラマティック・ディズニーシー』（Dramatic DisneySea）は、2004年9月4日（東京ディズニーシー (TDS)開園3周年の日）から10月24日と2005年9月4日（同4周年の日）から10月24日にTDSで毎年開催されたスペシャルイベントである。
イベントのロゴや内容はそれぞれ異なる。詳しくは下記参照。

## ドラマティック・ディズニーシー2004
『ドラマティック・ディズニーシー2004』(Dramatic DisneySea 2004)は、TDS開園3周年の日である2004年9月4日から10月24日にかけて開催された。正式名称は『ドラマティック・ディズニーシー2004 at 東京ディズニーシー』(Dramatic DisneySea 2004 at Tokyo DisneySea)。テーマは「アートなディズニー」。

### スタイル!
『スタイル!』(Style!)は、ドラマティック・ディズニーシー2004のエンターテイメントショー。
ミニーマウスをはじめとし、ディズニー映画『アラジン』のジャスミンや、『ピノキオ』のブルーフェアリー、『ファンタジア』に登場する虹の女神アイリスと月の女神ダイアナ、『リトル・マーメイド』のアリエル、アースラなどで構成されるパレードおよび水上ショー。
TDSでの陸上パレードの開催は2周年の時に行われた『ミッキーのファンタスティックキャラバン』以来2回目となるが、『ミッキーのファンタスティックキャラバン』が陸上のみであったのに対し、『スタイル!』は水上にもフロートや水上オートバイが登場する。また、パレードの進行方向も『ミッキーのファンタスティックキャラバン』とは逆の時計回りの進行となる。
オープニングには、海上にミッキーマウスと女性ダンサーが乗った船が登場し、ダンスを踊る。ミッキーマウスが今回のショーの紹介を行うと、ザンビーニブラザース・リストランテとイル・ポスティーノ・ステーショナリーの間の坂道からパレードが見えてくるようになっている。
パレードは、メディテレーニアンハーバーのピアッツア・トポリーノ（イタリア語でミッキー広場という意味。ホテルミラコスタを抜けた広場）を中心となるよう、先頭がポンテ・ヴェッキオのたもと（マクダックス・デパートメントストア正面の曲がり角）くらいに、最後尾がザンビーニブラザース・リストランテ前くらいに停止し、ショーモードに入る。
ショーモードが終了すると、パレードはそのままの方向に進行し、メディテレーニアンハーバーを1周する形でザンビーニブラザース・リストランテ裏手の門から退場する。

#### パレードの構成
左から、ユニット名、メインキャラクター、フロートのデザインテーマとなっている様式。各ユニットは2台ずつのフロートで構成されている。
- ファンタジア・イン・アールヌーボー （FANTASIA in Art Nouveau）　虹の女神アイリス、月の女神ダイアナ（ディズニー映画『ファンタジア』より）　アール・ヌーヴォー
- アラジン・イン・アールデコ （ALADDIN in Art Deco）　ジャスミン（ディズニー映画『アラジン』より）　アール・デコ
- ミニーのファッションショー・イン・モダニズム （Minnie's FASHION SHOW in Modernism）　ミニー　モダニズム
- ピノキオ・イン・ロココ （PINOCCHIO in Rococo）　ブルーフェアリー（ディズニー映画『ピノキオ』）　ロココ
- リトル・マーメイド・イン・ジャポニスム（THE LITTLE MERMAID in Japonisme）　アリエル、アースラ（ディズニー映画『リトル・マーメイド』より）　ジャポニスム

#### 使用楽曲
プロローグ
- スピリット・オブ・ビューティー （Spirit of Beauty）

パレード・イン
- ドラマティック・ディズニーシー （Dramatic DisneySea）

ショーモード
- スタイル・ショー (Style Show)
- カノン (Kanon)
- フーガの芸術より「小フーガト短調」 ("Fuga G Moll" The Art of Fugue)
- スピリット・オブ・ビューティー (Spirit of Beauty)

パレード・アウト
- ドラマティック・ディズニーシー （Dramatic DisneySea）

### Calla
ドラマティック・ディズニーシーのために結成されたコンテンポラリー・ストリングス・グループ「Calla（カラー）」による『ドラマティック・ディズニーシー2004』の開催期間中(日曜日〜木曜日)のみのスペシャルライヴ。ディズニーソングやクラシックなどの音楽を、シンセサイザーを交えた楽器で演奏する。ドックサイドステージで開催。1日3回公演。（天候などの理由による中止もある）
白いジャケットスーツに白いパンツスタイルの4人組女性ユニット。楽器構成はエレクトリックバイオリン×2、エレクトリックベース×2。これに打ち込みによるシンセサイザー音が加わる。ステージ上には、グループ名にちなんだカラーの花が活けられていた。
演奏される曲目は、次のパターンのうちどちらか。（A,Bは識別のためにつけたもので、公表された名称ではない）
- パターンA
  1. DRAMATIC DISNEYSEA （オリジナル曲）
  2. RAPSODIES HONGROISES
  3. BEAUTY AND THE BEAST
  4. AVE MARIA (GOUNOD)
  5. SPIRIT OF BEAUTY （オリジナル曲）
- パターンB
  1. DRAMATIC DISNEYSEA
  2. ZIGEUNERWEISEN
  3. PART OF YOUR WORLD
  4. NOCTURNE
  5. SPIRIT OF BEAUTY

### オータムナイト・スペシャルライブ
『ドラマティック・ディズニーシー2004』開催期間中の毎週金曜日・土曜日には様々なミュージシャンが日替わりで登場し、ディズニーソングや『ドラマティック・ディズニーシー』テーマソングなどをアレンジして演奏した。1日3回公演。場所はドックサイドステージ。
以下は『オータムナイト・スペシャルライブ』に出演したアーティスト。
左からアーティスト名、ガイドなどで紹介された歌のジャンル、出演日。
- Rin' （和楽器+J-POP）　(9月3日、)9月4日
- 小沼ようすけ （nu Jazz）　9月10日、9月11日
- 中路英明 （ラテンジャズ）　9月17日、9月18日
- chie （ボサノヴァ）　9月24日、9月25日
- 鈴木良雄 （モダンジャズ）　10月1日、10月2日
- YUKIMI NAGANO with Hird&MusicMusicMusic （nu Jazz）　10月8日、10月9日
- 池末信 & THE SOULMATICS （ゴスペル）　10月15日、10月16日
- Tokyo Grand Orchestra （ポップオーケストラ）　10月22日、10月23日
9月3日は、正式には『ドラマティック・ディズニーシー2004』開催期間前であり、スニークプレビューとして開催されている。9月4日の公演が悪天候のため全回中止になっており、9月3日公演が唯一のRin'の公演日となったため、参考情報として付記している。
YUKIMI NAGANOの公演は、両日とも悪天候のため全回中止になっている。chieの公演も、9月24日は全回中止。9月25日も中止になった回があった。

### "ティピコ・オリエンタル"フロム・キューバ
キューバ出身のラテン・アコースティック・グループ「ティピコ・オリエンタル」(Tipico Oriental)による本格ライブ。ロストリバーデルタの「ユカタン・ベースキャンプ・グリル」内に設けられた特設ステージにて開催された。
期間中の休演日設定や、代替バンドは無い。2004年10月22日に、TDS全域が停電し、閉園時間が繰り上がった際に止むを得ず休演したことや、豪雨によって休演したことはある。
ソンと呼ばれるキューバ起源の音楽の演奏で、これを目当てに入園したサルサファンも少なくはない。演奏目当てのゲストが多い場合、会場内あちこちで立ち上がって踊り出す様が見られた。また、演奏するティピコ・オリエンタル側も、ゲストが踊るのを是とし、通い慣れた、あるいは見慣れたゲストに率先して踊るよう勧めることもあった。
最終日最終公演では、集まったゲストの強い希望とティピコ・オリエンタル側からの希望に運営キャスト側が応え、アンコール演奏が実現している。

## ドラマティック・ディズニーシー2005
『ドラマティック・ディズニーシー2005 』(Dramatic DisneySea 2005)はTDS開園4周年の日である2005年9月4日から10月24日にかけて開催された。
テーマは「Wishes Come True」。内容も2004年とは一新され、ショーはリドアイルとウォーターフロントパーク特設ステージの2箇所で行われるようになった。

### ミニーのウィッシング・リング
『ミニーのウィッシング・リング 』(Minnie's Wishing Ring)はメディテレーニアンハーバーにあるリドアイルで行われるショー。「過去の（架空の）伝説に倣い、ミニーが『願いの指輪（ウィッシング・リング）』を壷に投げ入れるセレモニーで、投げ入れた指輪によって誕生した各テーマポートの女神が、ミニーの願いを叶えようとリドアイルに集合。各テーマポートを代表するキャラクターたちも登場。」という内容。このショーが開催されている期間中は『リドアイル・ミート&スマイル』は休演となる。

#### 使用楽曲
オープニング
- ビリーブ! （Believe!）

ストーリー
- ビリーブ! （Believe!）
- スルー・ザ・リング （THrough The Ring）

女神登場
- アピアランス・ザ・ミューズ （Appearance The Muse）
- 東京ディズニーシー・テーマソング （Tokyo DisneySea Theme Song）

女神の紹介
- アメリカンウォーターフロント （American Waterfront）
- ポートディスカバリーテーマ （Port Discovery Theme）
- ロストリバー （Lost River）
- アラビアンコースト （Arabian Coast）
- マーメイドソング （A Mermaid Song）
- ミステリアスアイランド （Mysterious Island）
- ポルト・パラディーゾ （Port Paradiso）

願いが叶う
- ビリーブ! （Believe!）

フィナーレ〜チェイサー
- ビリーブ! （Believe!）

### ウィッシュ
『ウィッシュ』(Wishes)はアメリカンウォーターフロントにあるウォーターフロントパークの特設ステージにて行われるレヴューショー。ストーリーは「『ミニーのウィッシング・リング』でミニーマウスが壷に投げ入れた指輪の波紋によって、願いの泉が登場。『この世の素晴らしさを見せて欲しい』というミニーマウスに大地、空、海の女神が歌いかける」という内容。途中、大地、空、海の女神が登場し、生歌を披露する。キャラクターが登場するのは序盤と終盤のみである。

#### 使用楽曲
プロローグ〜オープニング
- ビリーブ! （Believe!）

大地
- 大地のテーマ （Land）

空
- 空のテーマ （Sky）

海
- 海のテーマ （Sea）

愛そして…〜フィナーレ
- 願いは叶う （Wishes Come True）
- ビリーブ! （Believe!）

チェイサー
- ビリーブ! （Believe!）

### 女神のグリーティング
『ミニーのウィッシング・リング 』の最後で各テーマポートへ帰っていった女神たちは、それぞれのテーマポートでグリーティングを開催している。このグリーティングはアトモスフィア・エンターテイメント扱いであり、開催される時間と場所は公開されなかった。
なお、テーマポートと女神の名前の関連は、次の通り。
- メディテレーニアンハーバー … ロマンザ
- アメリカンウォーターフロント … リベルタス
- ポートディスカバリー … ミネルヴァ
- ミステリアスアイランド … ヴェスタ
- マーメイドラグーン … マトゥータ
- ロストリバーデルタ … フェリシタス
- アラビアンコースト … エキゾチカ